# Johan Stigefelt
Johan Stigefelt (Anderstorp, 17 marzo 1976) è un pilota motociclistico svedese ritiratosi dall'attività agonistica.

## Carriera
Nel 1997, in sella ad una Honda, si classifica quinto nel campionato Europeo classe 250 con tre piazzamenti a podio. Nella stessa stagione fa il suo esordio nelle competizioni del motomondiale, esordio avvenuto senza riuscire però ad ottenere punti validi per la classifica iridata. L'anno successivo ha corso l'intero campionato nella classe 250 alla guida di una Suzuki.
In seguito ha ottenuto punti anche in altre 4 stagioni nella stessa classe e in quella del 2001 corsa invece in classe 500 in sella ad una Sabre V4. In totale ha partecipato a 90 gran premi ottenendo quali migliori risultati l'ottavo posto nel Gran Premio motociclistico d'Argentina 1998 e il 17º posto finale nella classifica del motomondiale 2000.
Al di là delle sue partecipazioni alle gare del motomondiale, per alcuni anni ha seguito un suo team motociclistico, lo Stiggy Racing, che ha partecipato a competizioni del campionato mondiale Superbike e del campionato mondiale Supersport; nelle edizioni 2005 e 2006 di quest'ultimo Stigefelt stesso, alla guida di una Honda CBR 600RR, ha ottenuto buoni risultati con un 11º e un 8º posto rispettivamente. Al termine del 2009, dopo il 6º posto con quattro podi di Haslam nel mondiale Superbike 2009 ed il 7º con tre podi di West nel mondiale Supersport 2009, il team si è ritirato dalle gare delle derivate di serie.
Dal 2014 al 2021 è stato direttore del Petronas Sepang Racing. Successivamente ha svolto mansioni manageriali anche per VR46 Racing.

## Risultati in gara

### Motomondiale
| 1997 | Classe | Moto   |  |  |  |  |  |  |  |  |  |     |  |  |  |  |  |  | Punti | Pos. |
| ---- | ------ | ------ |  |  |  |  |  |  |  |  |  | --- |  |  |  |  |  |  | ----- | ---- |
| 1997 | 250    | Suzuki |  |  |  |  |  |  |  |  |  | Rit |  |  |  |  |  |  | 0     |      |

| 1998 | Classe | Moto   |     |     |     |    |     |    |    |    |     |    |    |    |    |   |  |  | Punti | Pos. |
| ---- | ------ | ------ | --- | --- | --- | -- | --- | -- | -- | -- | --- | -- | -- | -- | -- | - |  |  | ----- | ---- |
| 1998 | 250    | Suzuki | Rit | Rit | Rit | NP | Rit | 12 | 15 | 13 | Rit | 16 | 21 | 15 | 11 | 8 |  |  | 22    | 21º  |

| 1999 | Classe | Moto   |    |     |     |     |    |     |    |    |    |     |    |     |    |    |    |    | Punti | Pos. |
| ---- | ------ | ------ | -- | --- | --- | --- | -- | --- | -- | -- | -- | --- | -- | --- | -- | -- | -- | -- | ----- | ---- |
| 1999 | 250    | Yamaha | 16 | Rit | Rit | Rit | 12 | Rit | 17 | 18 | SQ | Rit | 19 | Rit | 19 | 17 | 19 | 18 | 4     | 27º  |

| 2000 | Classe | Moto      |     |    |    |    |    |     |    |    |   |    |    |    |     |     |    |    | Punti | Pos. |
| ---- | ------ | --------- | --- | -- | -- | -- | -- | --- | -- | -- | - | -- | -- | -- | --- | --- | -- | -- | ----- | ---- |
| 2000 | 250    | TSR Honda | Rit | 15 | 18 | 13 | 12 | Rit | 11 | 21 | 8 | 11 | NP | NP | Rit | Rit | 19 | 17 | 26    | 17º  |

| 2001 | Classe | Moto     |     |    |    |     |     |    |    |    |     |    |    |    |     |    |     |  | Punti | Pos. |
| ---- | ------ | -------- | --- | -- | -- | --- | --- | -- | -- | -- | --- | -- | -- | -- | --- | -- | --- |  | ----- | ---- |
| 2001 | 500    | Sabre V4 | Rit | 18 | 17 | Rit | Rit | 17 | 18 | 18 | Rit | 15 | 13 | 14 | Rit | 17 | Rit |  | 6     | 22º  |

| 2003 | Classe | Moto    |    |    |     |    |     |    |    |     |     |     |    |    |     |     |    |    | Punti | Pos. |
| ---- | ------ | ------- | -- | -- | --- | -- | --- | -- | -- | --- | --- | --- | -- | -- | --- | --- | -- | -- | ----- | ---- |
| 2003 | 250    | Aprilia | 14 | 14 | Rit | 12 | Rit | 13 | 10 | Rit | Rit | Rit | NP | 13 | Rit | Rit | 10 | 17 | 26    | 20º  |

| 2004 | Classe | Moto    |    |    |     |    |     |    |     |    |    |    |    |     |    |    |   |    | Punti | Pos. |
| ---- | ------ | ------- | -- | -- | --- | -- | --- | -- | --- | -- | -- | -- | -- | --- | -- | -- | - | -- | ----- | ---- |
| 2004 | 250    | Aprilia | 23 | 14 | Rit | 19 | Rit | 20 | Rit | 20 | 14 | 17 | 20 | Rit | 14 | 15 | 9 | 17 | 14    | 22º  |

| Legenda | 1º posto        | 2º posto            | 3º posto            | A punti      | Senza punti        | Grassetto – Pole position Corsivo – Giro più veloce |
| Legenda | Gara non valida | Non qual./Non part. | Ritirato/Non class. | Squalificato | '-' Dato non disp. | Grassetto – Pole position Corsivo – Giro più veloce |

### Campionato mondiale Supersport
| 2005 | Moto  |  |   |    |    |     |    |    |    |    |   |   |   | Punti | Pos. |
| ---- | ----- |  | - | -- | -- | --- | -- | -- | -- | -- | - | - | - | ----- | ---- |
| 2005 | Honda |  | 6 | 10 | 13 | Rit | 13 | 11 | 15 | 12 | 8 | 8 | 6 | 58    | 11º  |

| 2006 | Moto  |   |   |     |   |   |   |   |    |     |     |    |   | Punti | Pos. |
| ---- | ----- | - | - | --- | - | - | - | - | -- | --- | --- | -- | - | ----- | ---- |
| 2006 | Honda | 5 | 7 | Rit | 8 | 9 | 9 | 6 | 11 | Rit | Rit | 11 | 8 | 70    | 8º   |

| Legenda | 1º posto        | 2º posto            | 3º posto           | A punti      | Senza punti        | Grassetto – Pole position Corsivo – Giro più veloce |
| Legenda | Gara non valida | Non qual./Non part. | Ritirato/Non class | Squalificato | '-' Dato non disp. | Grassetto – Pole position Corsivo – Giro più veloce |